# Le Portrait de Petit Cossette
Le Portrait de Petit Cossette (コゼットの肖像 Kozetto no Shōzō?) es una serie de 3 OVA que salieron al mercado en el mismo 2004 siendo Aniplex (propiedad de Sony) la casa productora a cargo del proyecto. El anime fue licenciado para su distribución en Norteamérica por Geneon Entertainment y lanzado como Le Portrait de Petite Cossette, corrigiendo el error gramatical en el título en francés, pero preservando la sintaxis de la oración, que en un correcto francés sería “Le portrait de la petite Cossette”, es decir “El retrato de la pequeña Cossette”.
Una adaptación a manga fue llevada a cabo por Asuka Katsura, la cual consto de dos volúmenes publicados durante el 2004. La versión en inglés fue publicada por TOKYOPOP poco después.

## Anime
Eiri es un estudiante de arte que trabaja a tiempo parcial en una tienda de antigüedades de su tío. Cierto día, a la tienda llegan unas antigüedades provenientes de Europa y Eiri es el encargado de ordenarlas y encuentra entre los portes y cajas, la vajilla a la cual pertenece la copa en la que Cossette se refleja. Al principio cree que sus visiones pueden ser por una enfermedad y poco a poco va convenciéndose de que lo que ve es un espíritu. En la copa ve a la niña haciendo sus labores, tomando té, en el jardín y se obsesiona. Comienza a retratarla y a hablar con la imagen que ve en el cristal.
Sin embargo, Cossette no quiere ser retratada, tiene los ojos tristes. Eiri se da cuenta de que los retratos que él mismo realiza nunca acaban de convencerlo. Una semana después de encontrar la copa, Eiri se dispone a salir de la tienda, despidiéndose de la imagen de la niña. Cuando apaga las luces, en la oscuridad, la voz de una niña le ruega que no se vaya.
Cossette tiene planes para Eiri, planes que tienen que ver con su doloroso pasado.
Esta historia ha sido adaptada al formato OVA. La misma consta de tres episodios producidos por el estudio Daume y dirigido por Akiyuki Shinbo.

## Manga
En la historia del manga, Eiri es un estudiante de arte que trabaja a tiempo parcial en una tienda de antigüedades. Cierto día, a la tienda llegan unas antigüedades provenientes de Europa y Eiri es el encargado de ordenarlas. Comienza entonces a tener alucinaciones con una niña que aparece en una pintura en la parte posterior de la tienda y comienza a hacer retratos de ella, a partir de sus visiones. Eiri observa que en la parte superior del cuadro original hay una leyenda que dice "Cossette", por lo que asume que es efectivamente el nombre de la misteriosa niña. Cuando descubre que el retrato fue vendido y a su vez, toma conocimiento de la leyenda de que cualquier persona que posea el retrato morirá de manera extraña, es entonces testigo de una aparición de la niña. 
Se decide entonces a buscar el origen del retrato y llega justo en el momento en que su actual dueño estaba a punto de suicidarse. Cossette está atrapada en el cuadro por toda la eternidad, imposibilitada de pasar la barrera de la muerte y ha sufrido este castigo por más de 200 años. Eiri comienza a enamorarse de ella y desea ayudarla a encontrar la paz deseada, pero para esto deberá recoger sus viejas pertenencias, las cuales contienen un tipo de maleficio o leyenda oscura en las mismas. 

### Equipo de Producción
- Director: Akiyuki Shinbo
- Música: Hitoshi Konno, Yuki Kajiura y Yuriko Kaida
- Diseño de personajes: Hirofumi Suzuki
- Director de Arte: Easter Himegumi
- Director de Sonido: Toshiki Kameyama
- Productores: Ai Abe, Masatoshi Fujimoto y Takeshi Anzai

### Reparto
| Personaje            | Seiyū Original (Japón) | Actor de Voz (EE. UU.) | Actor de Voz (Alemania) |
| -------------------- | ---------------------- | ---------------------- | ----------------------- |
| Cossette d'Auvergne  | Marina Inoue           | Michelle Ruff          | Manja Doering           |
| Eiri Kurahashi       | Mitsuki Saiga          | Kevin Hatcher          | Robin Kahnmeyer         |
| Shouko Mataki        | Megumi Toyoguchi       | Julie Ann Taylor       | Julia Ziffer            |
| Hatsumi Mataki       | Kumiko Yokote          | Wendee Lee             | Silvia Missbach         |
| Zenshinni of Shakado | Rei Igarashi           | Mari Devon             | Marina Krogull          |
| Yuu Saiga            | Mamiko Noto            | Kari Wahlgren          | Ann Vielhaben           |
| Michiru Yajiri       | Ikumi Fujiwara         | Annie Pastrano         | Gundi Eberhard          |
| Hiroshi Hakuta       | Isao Yamagishi         |                        |                         |
| Yukata Enokido       | Junpei Morita          |                        |                         |
| Marchello Orlando    | Masashi Ebara          |                        | Rainer Doering          |
| Michio Hisamoto      | Shinnosuke Furumoto    | Kirk Thornton          | Bernhard Völger         |
| Naoki Katou          | Susumu Chiba           |                        | Karlo Hackenberger      |
| Kaori Nishimoto      | Yukari Tamura          |                        |                         |

### Banda sonora
- Ending: 宝石 (Hoseki; Jewel) por Marina Inoue.

## Personajes
Cossette d'Auvergne:
Es una niña de aproximadamente 14 años de edad, que se manifiesta a Eiri a través de una copa de cristal Veneciano. Fue asesinada en el pasado en su propia casa. Cossette se muestra como una chica inocente y muy guapa, que corretea por los pasillos y toca el piano. Pero tras esta imagen de inocencia, alberga oscuras intenciones. En vida fue retratada numerosas veces por Marchello Orlando, artista amigo de la familia d'Auvergne.
Eiri Kurahashi:
El protagonista de la serie. Es un joven dependiente de una tienda de antigüedades que estudia arte. Un día, entre los paquetes de la tienda, encuentra una vajilla del siglo XVIII. Una de las piezas de dicha vajilla es la copa en la que Cossette se manifiesta. Eiri se obsesiona con estas visiones y comienza a retratar a Cossette, hecho que se convierte en una obsesión para él. Eiri se da cuenta, poco a poco, de que se está enamorando.
Mataki Shouko:
Mataki es la compañera de Eiri. Se preocupa mucho por él y le hace visitas en la tienda. Es atenta, pero Eiri no es capaz de darse cuenta de sus sentimientos. Se muestra celosa hacia las demás chicas y es un poco controladora.

## Diferencias entre el OVA y el manga
El final.